# Mizil
Mizil è una città della Romania di 16 319 abitanti, ubicata nel distretto di Prahova, nella regione storica della Muntenia.
Fa parte dell'area amministrativa anche la località di Fefelei. Il centro abitato è attraversato dal 45º parallelo, la linea equidistante fra il Polo nord e l'Equatore. 

## Storia
I primi documenti conosciuti che citano la località, con il nome Esteu, risalgono al 1585, mentre un altro documento del 1591 la cita come Istau.
Tra la fine del XVII e l'inizio del XVIII secolo la località passò sotto il dominio di Constantin Brâncoveanu. Nello stesso XVIII secolo nel villaggio venne installata una stazione di posta (in turcico menzil), da cui deriva l'attuale nome della città.
Mizil venne dichiarata città nel 1830.
Il monumento più antico tuttora esistente nella città è la Chiesa Sf. Treime, costruita attorno al 1800.